# Grão-Canato Turco Ocidental
O Canato Turco ou Túrquico Ocidental foi estabelecido após um conflito sangrento travado no início do século VII (600–603), após o Canato Goturco (fundado no século VI na Mongólia pelo clã do norte Ashina) dividir-se em duas partes: a ocidental e a oriental.
Os turcos ocidentais (também conhecidos por Onoq, "dez flechas") mantiveram relações amistosas com o Império Bizantino após expandir o seu território, em detrimento do seu inimigo comum, o Império Sassânida. Em 619 os turcos ocidentais invadiram Báctria, mas foram derrotados pelas forças do general Simbácio Bagratúnio, durante a Segunda Guerra Persa-Turca. Durante a Terceira Guerra Persa-Turca, o cã Tong Jabgu e o seu sobrinho Buri-sad juntou forças com o imperador Heráclio (r. 610–641) e invadiu a Transcaucásia, saindo aí vitorioso.
A capital do canato era Navekat (a capital de verão) e Suyab (capital principal), ambas localizadas no vale do rio Chui (atual Quirguistão), a leste de Bisqueque. O canato foi derrotado pelas forças chinesas sob o comando de Su Dingfang em 658—659.